# کریمپن ان‌دن ایسل
کریمپن ان‌دن ایسل (به هلندی: Krimpen aan den IJssel) یک منطقهٔ مسکونی در هلند است که در هلند جنوبی واقع شده‌است. کریمپن ان‌دن ایسل −۱ متر بالاتر از سطح دریا واقع شده‌است.

## خواهرخوانده
شهر کیشکورش خواهرخواندهٔ کریمپن ان‌دن ایسل هست.